# Aloe angiensis
Aloe angiensis é uma espécie de liliopsida do gênero Aloe, pertencente à família Asphodelaceae.